# Free-For-All Race
La Free-For-All Race ou Dick Ferris Trophy (noms donnés lors des quatre premières éditions, avant de devenir la Santa Monica Road Race pour les deux dernières) était une course automobile américaine de type Grand Prix, organisée durant les années 1910 essentiellement.
Disputée à six reprises sur le circuit de Santa Monica en Californie (le Santa Monica Road Race Course, un circuit routier d'alors 8,417 miles, contre 7,36 après-guerre), elle n'a pas compté pour le Championnat américain de course automobile AAA en 1916, car le circuit a servi les 16 et 18 novembre à accueillir successivement la Coupe Vanderbilt (vainqueur Dario Resta, après 294,595 miles), puis le Grand Prix des États-Unis (vainqueurs Howdy Wilcox et Johnny Aitken, après  403,2 miles). La Coupe Vanderbilt s'était déjà tenue à Santa Monica en 1914 (vainqueur Ralph DePalma), de même que le GP des USA (vainqueur Eddie Pullen).
Teddy Tetzlaff s'est imposé au GP de Santa Monica à deux reprises.
Les autres trophées acquis sur le circuit le jour des courses -le Leon Shettler, le Jepsen et le Chanslor & Lyon, entre 1909 et 1912- récompensaient des épreuves disputées sur de plus courtes distances et avec un nombre restreint de partants.

## Palmarès
| Année     | Date                                                                                  | Pilote vainqueur                                                                      | Constructeur vainqueur                                                                | Distance (miles)                                                                      |                                                                                       |
| --------- | ------------------------------------------------------------------------------------- | ------------------------------------------------------------------------------------- | ------------------------------------------------------------------------------------- | ------------------------------------------------------------------------------------- | ------------------------------------------------------------------------------------- |
| 1909      | 10 juillet                                                                            | Harris Hanshue                                                                        | Apperson                                                                              | 202,008 (24 tours)                                                                    |                                                                                       |
| 1910      | 24 novembre                                                                           | Teddy Tetzlaff                                                                        | Lozier                                                                                | 202,008 (24 tours)                                                                    |                                                                                       |
| 1911      | 14 octobre                                                                            | Harvey Herrick                                                                        | National                                                                              | 202,008 (24 tours)                                                                    |                                                                                       |
| 1912      | 4 mai                                                                                 | Teddy Tetzlaff                                                                        | FIAT S.61                                                                             | 303,012 (36 tours)                                                                    |                                                                                       |
| 1913      | 9 août                                                                                | Earl Cooper                                                                           | Stutz                                                                                 | 445,253 (53 tours)                                                                    |                                                                                       |
| 1914-1918 | Grand Prix remplacé par la Coupe Vanderbilt et le Grand Prix des USA, en 1914 et 1916 | Grand Prix remplacé par la Coupe Vanderbilt et le Grand Prix des USA, en 1914 et 1916 | Grand Prix remplacé par la Coupe Vanderbilt et le Grand Prix des USA, en 1914 et 1916 | Grand Prix remplacé par la Coupe Vanderbilt et le Grand Prix des USA, en 1914 et 1916 | Grand Prix remplacé par la Coupe Vanderbilt et le Grand Prix des USA, en 1914 et 1916 |
| 1919      | 15 mars                                                                               | Cliff Durant                                                                          | Stutz                                                                                 | 250,240 (34 tours)                                                                    |                                                                                       |